# Штадеккен-Ельсгайм
Штадеккен-Ельсгайм (нім. Stadecken-Elsheim) — громада в Німеччині, розташована в землі Рейнланд-Пфальц. Входить до складу району Майнц-Бінген. Складова частина об'єднання громад Нідер-Ольм.
Площа — 14,52 км2. Населення становить 4847 ос. (станом на 31 грудня 2020).

## Галерея

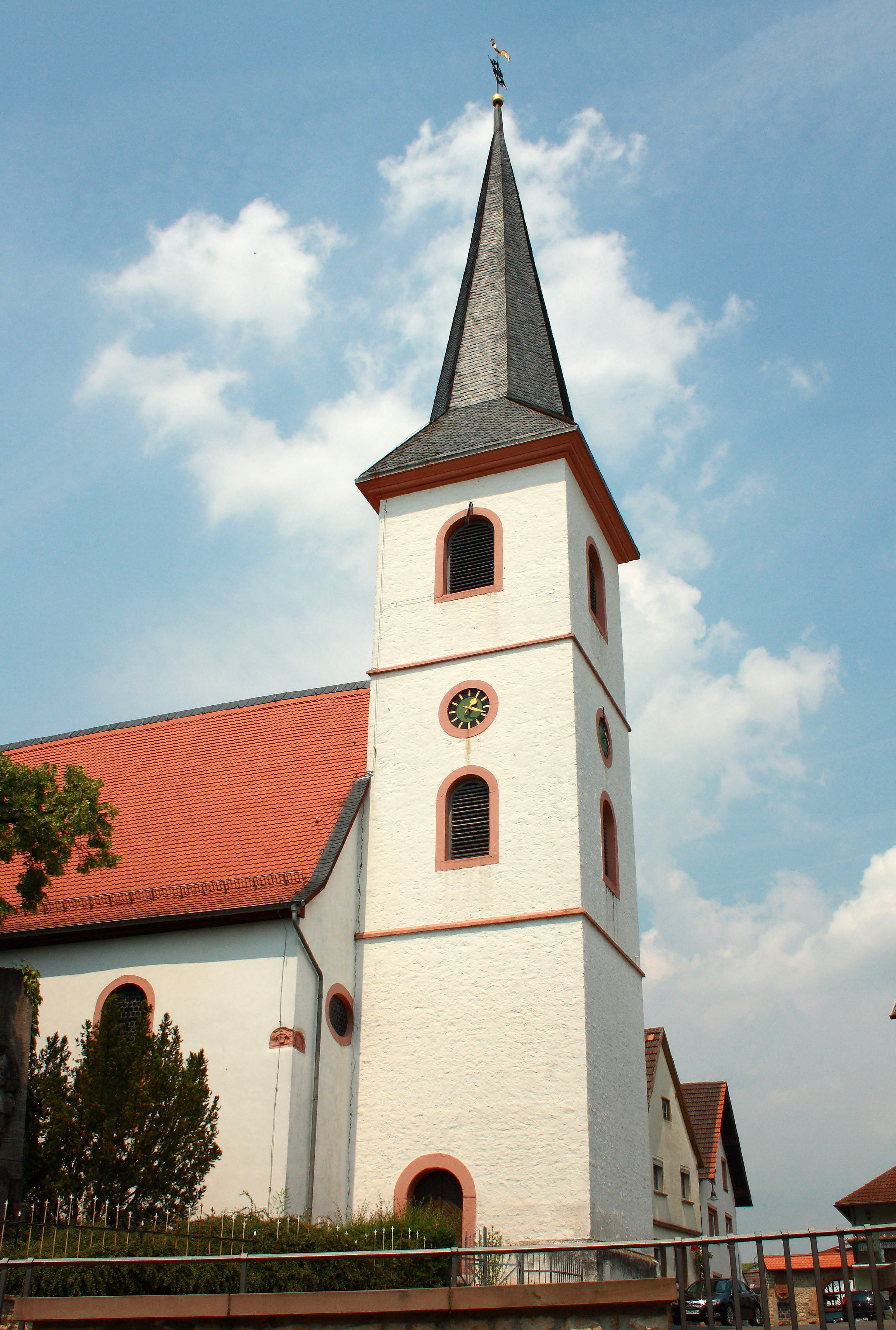
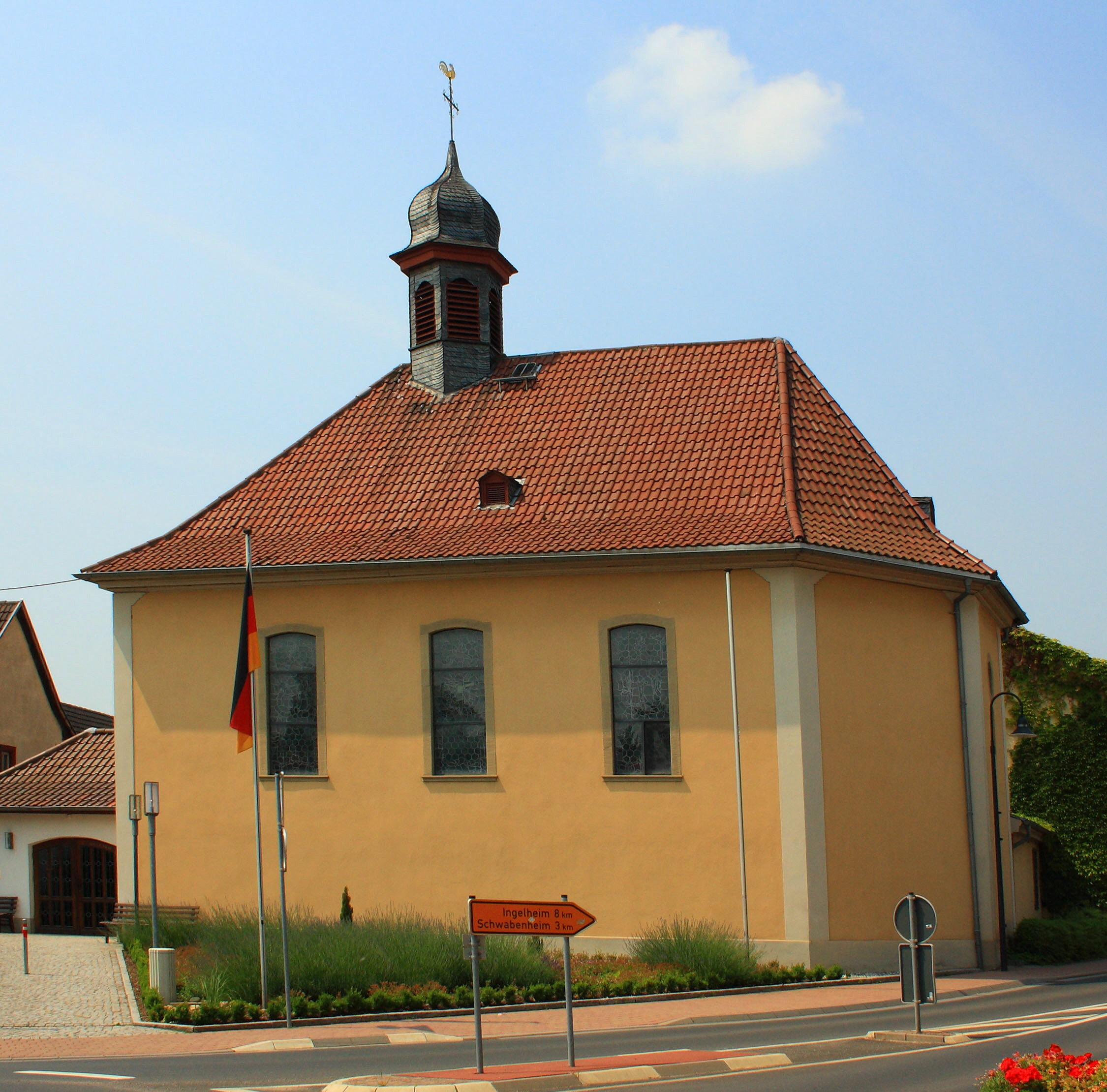
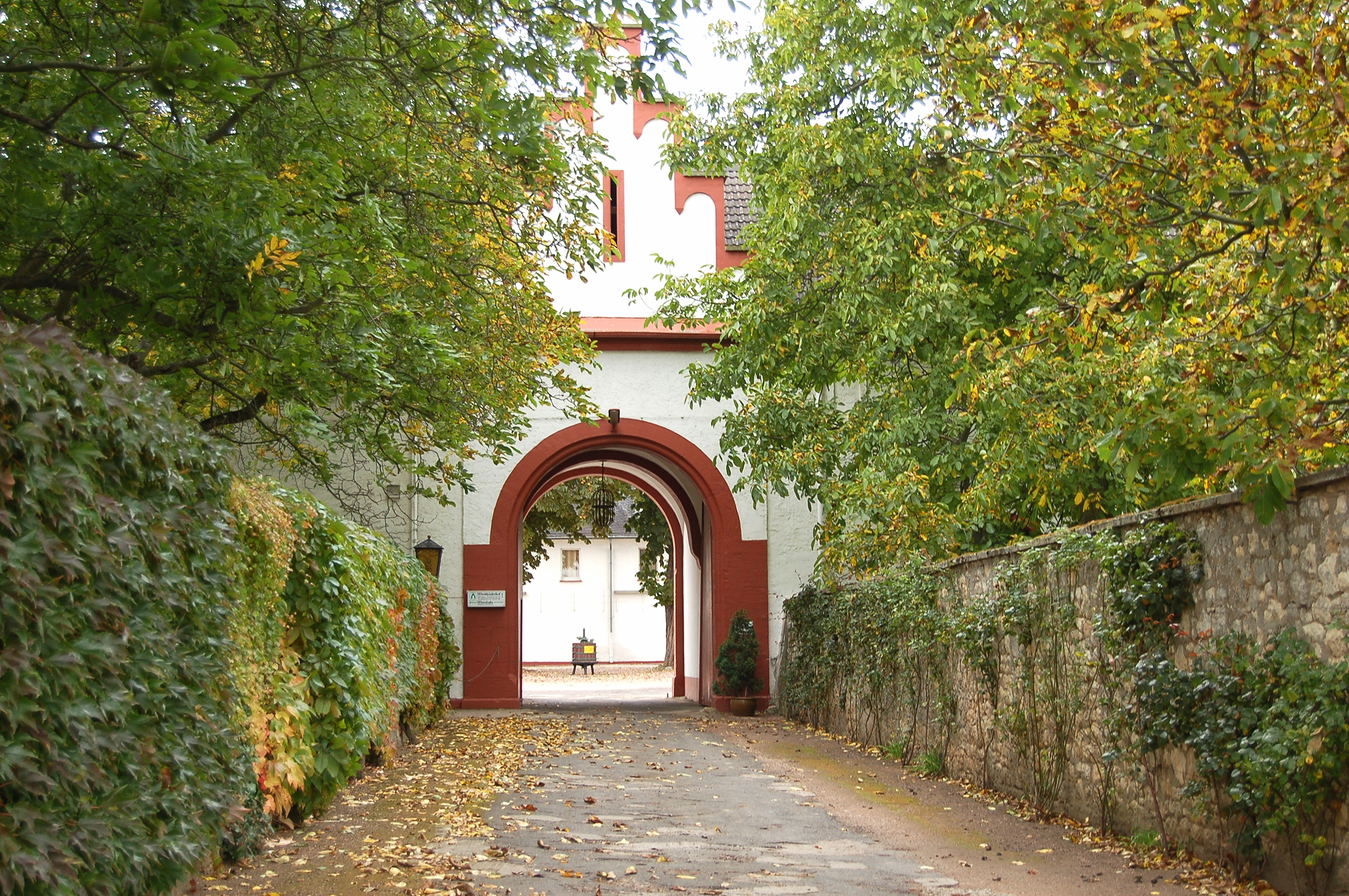
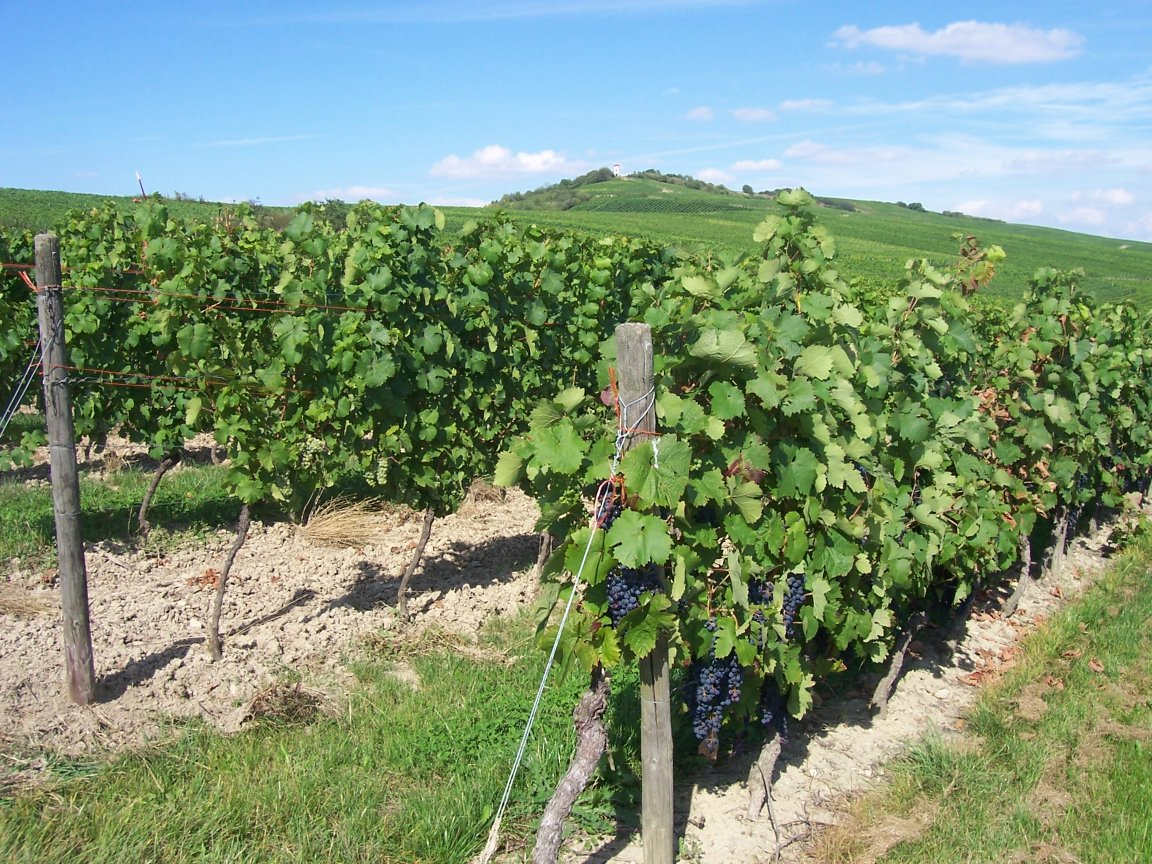